# Йосип (католикос-патріарх Східної Грузії)
Католикос-Патріарх Йосип (груз. კათოლიკოს-პატრიარქი იოსები Джандіері або Джандіерішвілі, груз. ჯანდიერიშვილი; помер 17 (28) жовтня 1770) — єпископ Грузинської православної церкви, Католикос-Патріарх східної Грузії в 1755—1764 роках.
Канонізований Грузинською церквою в лику святителя. Пам'ять звершується 17 (30) жовтня.

## Життєпис
Трудився в Давид-Гареджському монастирі. За мудрість і доброчесність його звели в сан єпископа Руставі.
У 1755 був обраний Католикосом-Патріархом замість зміщеного Антонія І.
Католикос-Патріарх Йосип, незважаючи на висоту свого ієрархічного положення, залишався монахом-аскетом .
У березні 1764 собор поновив Антонія I, а Йосип пішов на спочинок та усамітнився в Ахметі (Північно-Західна Грузія).
Власноруч обробляв виноградник і більшу частину врожаю роздавав бідним. Клімат у тих краях примхливий, часто буває посуха і град, які знищують працю землеробів, але за весь час перебування там Йосипа його виноградник жодного разу не постраждав ні від посухи, ні від граду.
Католикос-Патріарх Йосип, доживши в святості до глибокої старості, мирно спочив у 1770 році.